# ایدل‌باکوو
ایدل‌باکوو (انگلیسی: Idelbakovo) یک شهرک در شهرستان زیانچورینسکی استان باشقیرستان کشور روسیه است.